# Денежкин, Максим Алексеевич
Максим Алексеевич Денежкин (род. 10 декабря 2000, Ярославль) — российский хоккеист, нападающий.

## Биография
В пять лет встал на коньки, в 2006 году семья переехала в Ярославль. Воспитанник «Локомотива-2004». В сезонах 2016/17 — 2017/18 играл в НМХЛ за «Локо-Юниор». С сезона 2017/18 — в команде МХЛ «Локо». В сезонах 2018/19 — 2020/21 сыграл по одному матчу в КХЛ за «Локомотив». В сезонах 2019/20 — 2020/21 также играл за фарм-клуб «Буран» Воронеж в ВХЛ. Сезон 2021/22 провёл в команде ВХЛ «Лада» Тольятти. В мае 2022 года перешёл в «Автомобилист» Екатеринбург, подписав двухлетний двухсторонний контракт.
Бронзовый призёр хоккейного турнира зимних юношеских Олимпийских игр 2016 года.